# GS Caltex Seoul KIXX Volleyball Club
Il GS Caltex Seoul KIXX Volleyball Club (in coreano GS칼텍스 서울 KIXX 배구단) è una società pallavolistica femminile sudcoreana, con sede a Seul e militante nel massimo campionato sudcoreano, la V-League; il club appartenente all'azienda GS Caltex Corporation.

## Palmarès
- Campionato sudcoreano: 2

2007-08, 2013-14
- Coppa KOVO: 2

2007, 2012
- AVC Club femminile: 1

1999

## Rosa 2013-2014
| N° | Nome                | Ruolo | Data di nascita   | Nazionalità sportiva |
| -- | ------------------- | ----- | ----------------- | -------------------- |
| -  | Lee Sung-goo        | All   | 5 marzo 1952      | Corea del Sud        |
| 1  | Lee So-young        | S     | 17 ottobre 1994   | Corea del Sud        |
| 3  | Si Eun-mi           | P     | 3 luglio 1990     | Corea del Sud        |
| 4  | Lee Sook-ja         | P     | 17 giugno 1980    | Corea del Sud        |
| 5  | Na Hyun-jung        | L     | 10 marzo 1990     | Corea del Sud        |
| 6  | Lee Na-yeon         | P     | 25 marzo 1992     | Corea del Sud        |
| 7  | Kim Jim-soo         | S     | 27 ottobre 1992   | Corea del Sud        |
| 8  | Kum Hae-in          | L     | 5 marzo 1993      | Corea del Sud        |
| 9  | Yang Yu-na          | S     | 8 ottobre 1991    | Corea del Sud        |
| 10 | Bae Yoo-na          | S/O   | 30 novembre 1989  | Corea del Sud        |
| 11 | Choi Yu-jeong       | C     | 17 ottobre 1992   | Corea del Sud        |
| 12 | Han Song-yi         | S     | 5 settembre 1984  | Corea del Sud        |
| 13 | Jung Dae-young      | C     | 12 agosto 1981    | Corea del Sud        |
| 14 | Anh Ye-ri           | S/O   | 20 maggio 1994    | Corea del Sud        |
| 15 | Kim Min-ji          | C     | 28 settembre 1994 | Corea del Sud        |
| 17 | Jang Bo-ra          | C     | 7 maggio 1993     | Corea del Sud        |
| 18 | Bethania de la Cruz | S     | 13 maggio 1987    | Rep. Dominicana      |

## Denominazioni precedenti
- 1970-1996: Honam Petrochemical Volleyball Club (호남정유 배구단)
- 1996-2005: LG Petrochemical Volleyball Club (LG정유 배구단)
- 2005-2009: GS Caltex Volleyball Club (GS칼텍스 배구단)